# اخلاق مراقبت
اخلاق مراقبت نظریه‌ای در اخلاق هنجاری است که مطابق آن محور کنش اخلاقی روابط بینافردی و مراقبت یا خیرخواهی به عنوان یک فضیلت است. اخلاق مراقبت یکی از مجموعهٔ نظراتی است که در نیمهٔ دوم قرن بیستم توسط فیلسوفان فمینیست پرداخته شد. در مقابل نظریه‌های اخلاقی پیامدگرایانه و وظیفه‌گرایانه بر استانداردهای قابل‌تعمیم و بی‌طرفی تأکید می‌کنند، اخلاق مراقبت بر اهمیت واکنش به افراد تأکید می‌کند. تمایز میان عمومی و فردی را می‌توان در پرسش‌های محوری متفاوت این دو رویکرد هم دید: «چه چیزی عادلانه است؟» در مقابل «چگونه واکنش بدهیم؟».

## پانوشت‌ها
1. ↑  "Care Ethics" Maureen Sander-Staudt, The Internet Encyclopedia of Philosophy, ISSN 2161-0002, http://www.iep.utm.edu/, 22/3/2016.
2. ↑  Gilligan, Carol. "Moral Orientation and Moral Development." The Feminist Philosophy Reader. By Alison Bailey and Chris J. Cuomo. Boston: McGraw-Hill, 2008. N. pag. 469 Print.